# Берлінське військове кладовище 1939-1945
Військове кладовище Берліна 1939–1945 років — одне з двох кладовищ Комісії з військових могил Співдружності (CWGC) у Берліні, а інше — Південно-Західне кладовище Штансдорфа часів Першої світової війни в Штансдорфі, Бранденбург .  Військове кладовище Берліна 1939–1945 років було засновано в 1945 році як центральне місце поховання екіпажів авіації та військовополонених, які були поховані в районі Берліна та у Східній Німеччині.  Є також 260 поховань співробітників післявоєнної британської окупаційної влади або їхніх родичів.  Приблизно 80% із загиблих, які поховані тут з часів війни, представляють собою екіпажі авіації, що загинули під час боїв над Німеччиною, і решта є військовополоненими. 

## Історія
Кладовище британських військових, розташоване на Херштрассе, було зведене в період між 1955 та 1957 роками, взамін на попереднє кладовище, яке було зруйноване в 1959 році і розташовувалося на Тракенерській алеї. Колишнє місце планувалося використати для зведення телевізійної вежі, але цього так і не було. Похованих там солдатів перенесли на нове місце площею 3,8 гектар
Розташування відображало розташування інших британських військових цвинтарів, зокрема єдині надгробки з портлендського каменю, Хрест жертвоприношення та розміщений у центрі Камінь пам’яті з написом ( Їхнє ім’я живе вічно ), а також коротко підстрижені газони. Вхід утворений трьома вапняковими арками з кованими воротами.

Кладовище на Херштрассе, так само, як і інші британські військові кладовища в Німеччині, належить до юрисдикції CWGC. Більшість похованих там були членами Королівських військово-повітряних сил, які загинули під час атак на Берлін, разом із британськими солдатами, які померли в полоні в Німеччині, та деякими цивільними членами британських окупаційних сил після 1945 року. Поза британськими військовими, на цьому кладовищі також поховані солдати з Речі Посполитої, особи невідомої національності та п'ятеро осіб з Польщі. Всього на кладовищі 3576 могил. Саме кладовище знаходиться під захистом Британської корони, і в цьому сенсі належить до території Сполученого Королівства.